# John Altman
John Altman (ur. 2 marca 1952 w Reading) – brytyjski aktor, znany z nadawanego przez BBC serialu EastEnders, w którym gra Nicka Cottona.
Na scenie filmowej zadebiutował w 1979, grając drugoplanową rolę w The First Great Train Robbery. W tym samym roku zagrał także George'a Harrisona w filmie biograficznym Birth of the Beatles.

## Filmografia
| Rok produkcji | Film                                   |
| ------------- | -------------------------------------- |
| 2012          | 1066                                   |
| 2009          | Photo Shoot                            |
| 2006          | The Insane                             |
| 2006          | 1969                                   |
| 2005          | Hell to Pay                            |
| 2005          | It Could Be You                        |
| 1994          | Za wszelką cenę                        |
| 1993          | The Higher Mortals                     |
| 1983          | Gwiezdne wojny: część VI - Powrót Jedi |
| 1982          | Remembrance                            |
| 1981          | Memoirs of a Survivor                  |
| 1981          | Amerykański wilkołak w Londynie        |
| 1979          | Birth of the Beatles                   |
| 1979          | Kwadrofonia                            |
| 1979          | Wielki napad na pociąg                 |